# Periline monilifera
Periline monilifera är en svampart som först beskrevs av Narcisse Theophile Patouillard, och fick sitt nu gällande namn av Franz Petrak 1950. Periline monilifera ingår i släktet Periline och familjen Venturiaceae.   Inga underarter finns listade i Catalogue of Life.